# Disúria
Disúria é a dificuldade ou dor ao urinar. Geralmente está associada a doenças do aparelho urinário, como infeções do trato urinário, cistite, uretrite, estenose da uretra ou hipertrofia da próstata.